# Rubinco Lozanovski
Rubinco Lozanovski (født 6. marts 1979 i Bitola) er en makedonskfødt professionel fodboldspiller, hvor hans primære position på banen er i forsvaret. Hans nuværende klub er 2. divisionsklubben Ølstykke FC.

## Spillerkarriere
Den godt 190 cm og 78 kg tunge venstrebenet forsvarsspiller er født og opvokset i Makedonien, som dengang var en del af det tidligere Jugoslavien. Forsvareren startede fodboldkarrieren i den makedonske fodboldklub FK Ohrid, som på daværende tidspunkt spillede i den bedste makedonske række, i perioden fra 1995 til 1998. Efterfølgende skiftede han til tyske SV Asbach-Bad Hersfeld i 1999 og senere til tyske SV Wehen og opnåede at spille i den tyske Regionalliga i perioden 1999-2000. Rubinco Lozanovski ankom til Danmark i januar 2001 og tilbragte sidenhen 4 sæsoner i 1. divisionsklubben Boldklubben Skjold, inden han kort før starten på 2006/07-sæsonen skiftede til 1. divisionsklubben Boldklubben Fremad Amager på en fuldtidsprofessionel kontrakt. Han debuterede for klubben den 5. august 2006 mod Aarhus IC Fremad og nåede 19 kampe for amagerkanerne før han valgte at tage sydpå til Lolland-Falster Alliancen.

## Civile liv
Ved siden af fodbolden arbejder han som pædagogmedhjælper på et fritidshjem, men er på nuværende tidspunkt på orlov.